# Eumerus rudebecki
Eumerus rudebecki är en tvåvingeart som beskrevs av Hull 1964. Eumerus rudebecki ingår i släktet månblomflugor, och familjen blomflugor. Inga underarter finns listade i Catalogue of Life.